# Victor Skumin
Victor Andreevich Skumin (em russo: Виктор Андреевич Скумин, IPA: [ˈvʲiktər ɐnˈdrʲejɪvʲɪtɕ ˈskumʲɪn], nascido em 30 de agosto de 1948) é um Russo e Soviético cientista, psiquiatra, psicoterapeuta e psicólogo.
Depois de se formar na Carcóvia Nacional de Medicina da Universidade em 1973, em 1976, tornou-se um psicoterapeuta em Kiev Instituto de Cirurgia Cardiovascular. Em 1978, |ele descreveu uma nova doença, a síndrome de Skumin.
Ele introduziu um método de psicoterapia e de auto-melhoria, com base no otimista auto-sugestão para psicológica reabilitação de cardiosurgical pacientes (1979).
De 1980 a 1990, ele foi professor de psicoterapia em Carcóvia Academia Médica de Pós-graduação em Educação. De 1990 a 1994, Skumin ocupou cargos como Professor da cadeira de Psicologia e Pedagogia em Carcóvia Academia de Estado da Cultura. Em 1994, ele foi eleito para o cargo de Presidente-fundador da Organização Mundial da Cultura da Saúde (Moscovo).
Em 1995, Skumin tornou-se o primeiro editor-chefe da revista "Para a Saúde através da Cultura". Ele é conhecido por inventar um termo popular Cultura da Saúde (1968).
Além de psiquiatria e psicologia, Victor Skumin escreve sobre estilo de vida saudável, a ioga e a filosofia. Ele foi autor da série de livros ilustrados e artigos sobre o Agni-ioga, Roerichism, russo cosmismo e a New Age (em português, Nova Era). Ele escreveu livros de ficção e letras para várias canções.

## Principais obras para leitura
- Skumin, Victor Andreyevitch (1989). Boundary psychic disfunctions in infants and teenagers suffering from chronic disorders in digestive system (clinical picture, systematism, treatment, psychic prophylaxis). [S.l.]: Open Gray
- «Biblioteca estatal da rússia: Victor Skumin». search.rsl.ru
- «The Library of Culture of Health: Victor Skumin». biblmdkz.ru